# Nekrolog 1954
Nekrolog
◄◄
| ◄
| 1950
| 1951
| 1952
| 1953
| 1954 | 1955 | 1956 | 1957 | 1958 | ► | ►►
1. Quartal |
2. Quartal |
3. Quartal |
4. Quartal 
Weitere Ereignisse | Allgemeiner Nekrolog 1954
Die Beschreibung der verstorbenen Person sollte so kurz wie möglich gehalten sein und nur deren signifikante Tätigkeit(en) enthalten.
Neue Namen ggf. auch unter dem Geburts- und Sterbedatum, also etwa unter 1. Januar und im Geburts- und Sterbejahr (2024) eintragen (nur bei entsprechender großer Wichtigkeit). Für Beispiele siehe die schon vorhandenen Artikel.
Außerdem über die fünf zuletzt Verstorbenen, zu denen es einen ausreichend guten Artikel für eine Präsentation auf der Hauptseite gibt, nach der todesbedingten Überarbeitung der Artikel ggf. auch unter Wikipedia Diskussion:Hauptseite informieren und sie am besten auch in den anderen Wikipedia-Sprachversionen eintragen. Tipp: Regelmäßig bei news.google.de nach „ist tot“, „gestorben“ oder „verstorben“ suchen.
Wenn eine Person gestorben ist, gibt es viele Seiten zu dieser Person in der Wikipedia, die davon auch betroffen sind und entsprechend aktualisiert werden müssen. Beispiele: Namenübersichtsseite, Geburtsjahr, Geburtsort-Seiten und viele mehr.
Wie finde ich die betroffenen Seiten?
Im Suchfeld auf der linken Seite gibt man den Suchbegriff so ein: „Vorname Nachname“. Dann klickt man auf Volltext und alle Seiten mit entsprechendem Suchtext werden aufgerufen. Hier sieht man dann schnell, wo auch das Todesjahr Sinn macht oder sogar ein Teil des Artikels angepasst werden muss. Auch hilft das „Werkzeug“ auf der linken Seite sehr gut, um solche Seiten aufzufinden: „Links auf diese Seite“. Somit ist die Wikipedia wieder aktuell in allen Bereichen! Hinweis: bei Eintragung der Kategorie „Gestorben JAHR“ wird der Missbrauchsfilter 49 ausgelöst, was jedoch nicht schlimm ist. Siehe: Spezial:Missbrauchsfilter/49
Dies ist eine Liste von im Jahr 1954 verstorbenen bekannten Persönlichkeiten. Die Einträge erfolgen innerhalb der einzelnen Daten alphabetisch sortiert. Tiere sind im Nekrolog für Tiere zu finden.
Die Liste ist nach Quartalen aufgeteilt:
- Nekrolog 1. Quartal 1954: Januar, Februar und März
- Nekrolog 2. Quartal 1954: April, Mai und Juni
- Nekrolog 3. Quartal 1954: Juli, August und September
- Nekrolog 4. Quartal 1954: Oktober, November und Dezember

## Datum unbekannt
| Fritz Amsler                      | Schweizer Schriftsteller und Lyriker                                               |  |
| Theodor Artmann                   | deutscher Kaufmann und erster Nachkriegs-Bürgermeister von Dorsten                 |  |
| Yehuda Ashlag                     | Kabbalist                                                                          |  |
| Charlie Collier                   | britischer Motorradrennfahrer und Unternehmer                                      |  |
| Aw Boon Haw                       | chinesischer Unternehmer                                                           |  |
| Emilio Ballagas                   | kubanischer Schriftsteller                                                         |  |
| Carl Bauer                        | deutscher Architekt                                                                |  |
| Francis Donkin Bedford            | britischer Illustrator                                                             |  |
| Henri Beecke                      | elsässischer Maler und Grafiker                                                    |  |
| Justus Bender                     | deutscher Reichsgerichtsrat                                                        |  |
| José Bento Pessoa                 | portugiesischer Radrennfahrer                                                      |  |
| Vincenzo Berardis                 | italienischer Diplomat                                                             |  |
| Harry Brawley                     | US-amerikanischer Marathonläufer                                                   |  |
| Forest Buffen Harkness Brown      | US-amerikanischer Botaniker                                                        |  |
| Henry Getty Chilton               | britischer Botschafter                                                             |  |
| Ernest Dimnet                     | französisch-amerikanischer Schriftsteller                                          |  |
| Hellmuth Falkenfeld               | deutscher Philosoph und Hörspielautor                                              |  |
| Arthur George Murchison Fletcher  | britischer Kolonialgouverneur                                                      |  |
| Paul Freytag                      | deutscher Maler und Zeichner                                                       |  |
| Werner Gercke                     | deutscher VerwaltungsbeamterBankmanager                                            |  |
| Ludwig von Gerdtell               | deutscher Theologe und Publizist                                                   |  |
| Erich Geske                       | deutscher Politiker (SPD, SDA), Abgeordneter der Volkskammer                       |  |
| Eugène Grisot                     | französischer Bogenschütze                                                         |  |
| Manuel Gual Vidal                 | mexikanischer Jurist und ehemaliger UNAM-Rektor                                    |  |
| Arville Harris                    | US-amerikanischer Jazzmusiker (Saxophone, Klarinette)                              |  |
| Charlotte Hausleiter              | deutsche Schriftstellerin                                                          |  |
| August Häussermann                | deutscher Maschineningenieur und Gründer der Firma LuK                             |  |
| Friedrich Hegenscheidt            | deutscher Jurist, Landrat und Politiker, MdR                                       |  |
| Alex Herlein                      | deutscher Manager der Papierindustrie                                              |  |
| Franz Hillmann                    | deutscher Lehrer und Schriftsteller                                                |  |
| Albert Holz                       | deutscher Tier- und Landschaftsmaler der Düsseldorfer Schule                       |  |
| Ivar Holmquist                    | schwedischer Sportfunktionär                                                       |  |
| John Homans                       | US-amerikanischer Chirurg                                                          |  |
| Friedrich Hörner                  | deutscher Kommunalpolitiker                                                        |  |
| Ernst Gustav Jäger                | deutscher Bildhauer und Maler                                                      |  |
| Rod Keller                        | kanadischer Offizier, zuletzt Major-General im Zweiten Weltkrieg                   |  |
| Walter Kolberg                    | deutscher Politiker und Landtagsabgeordneter                                       |  |
| Bruno Köster                      | deutscher Unternehmer                                                              |  |
| Robert Laurer                     | deutscher Naturheilkundler und Persönlichkeit der Bodenreform-Bewegung             |  |
| Alfred Leber                      | deutscher Augen- und Tropenmediziner, Begründer der deutschen Tropenophthalmologie |  |
| Maurice Leenhardt                 | französischer Ethnologe                                                            |  |
| Isidor Loeb                       | US-amerikanischer Politikwissenschaftler und Verfassungsrechtler                   |  |
| Vincenzo Lojacono                 | italienischer Diplomat                                                             |  |
| Samuel Abravaya Marmaralı         | türkischer Mediziner sowie Politiker jüdischen Glaubens                            |  |
| Billie Maxwell                    | US-amerikanische Countrysängerin                                                   |  |
| Heinz May                         | deutscher Maler                                                                    |  |
| Gustav Merk                       | deutscher Priester und Archivar                                                    |  |
| Donald Merrett                    | britischer Mörder                                                                  |  |
| John Middleton                    | Gouverneur von Gambia                                                              |  |
| Mihri Müşfik Hanım                | türkische Künstlerin                                                               |  |
| Charles E. Nicholson              | Bootsdesigner                                                                      |  |
| Karl Nicol                        | deutscher evangelischer Theologe                                                   |  |
| Bert Nilsson                      | schwedischer Kanute                                                                |  |
| Werner Nüesch                     | Schweizer Leichtathlet                                                             |  |
| Otto Ottsen                       | Lehrer am Seminar in Moers und Autor                                               |  |
| Thomas Pierrepoint                | britischer Henker                                                                  |  |
| Robert Piesch                     | deutscher Politiker (DP), Abgeordneter im polnischen Sejm (1922–1930)              |  |
| Rodolphe Poma                     | belgischer Ruderer                                                                 |  |
| Stelian Popescu                   | rumänischer Politiker und Journalist                                               |  |
| L. U. Ransford                    | englischer Badmintonspieler                                                        |  |
| Wilhelm Riedner                   | deutscher Bibliothekar und Historiker                                              |  |
| Kaspar Ritter                     | österreichischer Kunsttischler und Vertreter der Moderne im Bregenzerwald          |  |
| Mustafa Sabri                     | Scheich-ul Islam des Osmanischen Reiches                                           |  |
| Cayetano Saporiti                 | uruguayischer Fußballspieler                                                       |  |
| Agamemnon Schliemann              | griechischer Politiker und Diplomat, Sohn von Heinrich Schliemann                  |  |
| Jakob Schmitt                     | deutscher Landwirt und Politiker (CNBL), MdL                                       |  |
| Hanns Schopper                    | österreichischer Autor zur Zeit des Nationalsozialismus                            |  |
| Tony Schultze                     | niederländischer Violinist                                                         |  |
| Paul Siebertz                     | deutscher Autor und Verlagsdirektor                                                |  |
| Montana Taylor                    | US-amerikanischer Blues-Musiker                                                    |  |
| Christian Carra de Vaux Saint Cyr | französischer Diplomat                                                             |  |
| Antônio Virzi                     | italienisch-brasilianischer Architekt                                              |  |
| Ernst Vogler                      | deutscher Bankier                                                                  |  |
| Hugh Watson                       | britischer Marineoffizier und Diplomat (Marineattaché)                             |  |
| Gustav Wegerer                    | österreichischer kommunistischer Widerstandskämpfer und politischer KZ-Häftling    |  |
| Maximilian Weinberger             | österreichisch-US-amerikanischer Internist, Primararzt und NS-Verfolgter           |  |
| Wilhelm Widder                    | deutscher Lehrer und Mundartdichter                                                |  |
| Max Wildgrube                     | deutscher Politiker (Zentrum), MdR                                                 |  |
| Rudy Williams                     | US-amerikanischer Jazzsaxophonist                                                  |  |
| Paul Witten                       | deutscher Volkswirt                                                                |  |
| Augustos Zerlendis                | griechischer Tennisspieler                                                         |  |